# Gran muftí
El título islámico de gran muftí se aplica al más importante de los muftís o intérpretes de la Sharia o ley islámica. Es, dicho de otro modo, la mayor autoridad legal en un territorio determinado. Naturalmente, sólo en ámbitos regidos por la ley islámica: no tiene autoridad alguna en el campo del derecho civil laico y no suele tenerla tampoco en procesos criminales.
El título es propio del islam suní. El gran mufti pronuncia resoluciones o fatwas sobre legislación islámica a petición de las autoridades políticas, de instituciones islámicas, de tribunales o de particulares. El conjunto de fatwas de un gran mufti puede servir como guía para la aplicación práctica de la ley islámica, que en muchos puntos es considerada abstracta. 
En el Imperio otomano la figura del gran mufti disfrutaba, como en otros estados islámicos hasta hoy en día, de reconocimiento legal. A la cabeza de los grandes muftis del imperio estaba el gran mufti de Constantinopla. El Reino Unido, al tener mandatos otorgados por la Sociedad de Naciones sobre territorios de Oriente Medio que habían estado bajo poder otomano (Mandato británico de Mesopotamia y Mandato británico de Palestina), mantuvo la figura del gran mufti poniendo a su cabeza al de Jerusalén.
En muchos Estados (de mayoría islámica o no) existe un gran mufti reconocido por las autoridades. En países donde no se da tal reconocimiento puede suceder que el gran mufti sea elegido por una parte de la comunidad musulmana mientras que otra parte no se considera obligada por sus dictámenes. Tienen grandes muftis reconocidos oficialmente países de población no mayoritariamente musulmana como Francia o Rusia, entre otros. Un ejemplo de gran mufti sin reconocimiento oficial es el de Australia y Nueva Zelanda.